# The Early Beatles
The Early Beatles è una compilation dei Beatles, pubblicata negli Stati Uniti il 22 marzo 1965 dalla Capitol Records.

## Storia
La Vee-Jay si era aggiudicata i diritti di pubblicazione dei brani prima che il nome dei Beatles divenisse famoso negli Stati Uniti mentre la Capitol, divisione statunitense della EMI e padrona dell'etichetta dei Beatles Parlophone, si era rifiutata di pubblicare i dischi del gruppo credendo che non avrebbero avuto nessun successo sul mercato USA; la Vee-Jay li fece uscire sul mercato ma con scarso successo da parte del pubblico americano ma dopo che il gruppo divenne popolare anche oltreoceano, la Vee-Jay, detenendo ancora i diritti delle prime canzoni dei Beatles, ripubblicò il tutto, questa volta vendendo milioni di copie. La Capitol cercò di fermare la Vee Jay intimandogli di bloccare la pubblicazione dei brani, però senza successo alcuno. Nell'ottobre 1964, la licenza della Vee-Jay sui diritti di pubblicazione del materiale dei Beatles scadde, e così la Capitol poté finalmente diventare l'unica casa discografica legittimata a pubblicare i dischi della band.
La Vee-Jay produsse quattro album dei Beatles nell'arco di appena quindici mesi (ognuno dei quali entrò in classifica), e quando il materiale fu poi ripubblicato dalla Capitol, i dischi vendettero ancora, ma la più alta posizione raggiunta in classifica fu la n° 43, il che rese questo disco l'unico album targato Capitol o United Artists dei Beatles a non raggiungere la prima o almeno la seconda posizione in classifica (ad eccezione della compilation The Beatles' Story che arrivò alla posizione n° 7). Alla fine del 1973, The Early Beatles aveva raggiunto il milione di copie vendute e venne certificato disco d'oro dalla RIAA l'8 gennaio 1974. Il disco venne pubblicato sia in versione mono che in versione stereo. Dato che non esistevano nastri master stereo di Love Me Do e P.S. I Love You, i tecnici della Capitol aggiunsero del riverbero e dell'effetto eco su entrambi i brani così da mascherarne il missaggio mono originale.
Nel 2006 l'album è stato ristampato per la prima volta in formato CD come parte del cofanetto The Capitol Albums, Volume 2.

## Brani
I brani presenti erano già stati pubblicati dalla Vee-Jay all'inizio del 1964 sul disco Introducing... The Beatles; contiene undici delle quattordici canzoni presenti sul primo album britannico della band, Please Please Me. I brani esclusi sono: I Saw Her Standing There (inclusa invece in Meet the Beatles!), Misery e There's a Place. Le ultime due tracce, dapprima pubblicate dalla Capitol nel 1965 sulla collana dei singoli "Starline", sarebbero state pubblicate su album in America solo nel 1980 nella versione statunitense della compilation Rarities. Due ulteriori brani originariamente pubblicati dalla Vee-Jay in America ma non inclusi su quest'album sono: From Me to You (non pubblicata su LP in America fino all'uscita della raccolta 1962-1966) e Thank You Girl (che la Capitol aveva pubblicato sull'LP The Beatles' Second Album).

## Copertina
La foto di copertina utilizzata è la stessa del retro dell'LP britannico Beatles for Sale.

## Tracce
Lato 1
1. Love Me Do (John Lennon/Paul McCartney)
2. Twist and Shout (Phil Medley e Bert Russell)
3. Anna (Go to Him) (Arthur Alexander)
4. Chains (Gerry Goffin e Carole King)
5. Boys (Luther Dixon e Wes Farrell)
6. Ask Me Why (Lennon/McCartney)

Lato 2
1. Please Please Me (Lennon/McCartney)
2. P.S. I Love You (Lennon/McCartney)
3. Baby It's You (Burt Bacharach, Hal David, e Barney Williams)
4. A Taste of Honey (Ric Marlow e Bobby Scott)
5. Do You Want to Know a Secret (Lennon/McCartney)